# Unión Económica y Monetaria de África Occidental

Estados miembros de la UEMOA.

La Unión Económica y Monetaria de África Occidental (UEMOA, abreviado del nombre en francés Union économique et monétaire ouest-africaine) es una organización de África Occidental que tiene por misión la realización de la integración económica de sus Estados miembros a través del refuerzo de la competitividad de su actividad económica en el marco de un mercado abierto y sometido a competencia y de un entorno jurídico racionalizado y armonizado.

## Historia
Sucesora de la Unión Monetaria de África Occidental (UMOA) creada en 1963, fue creada en Dakar, Senegal, el 10 de enero de 1994. Su sede está en Uagadugú, Burkina Faso.
Durante el octavo consejo de estados y gobiernos de la UEMOA, que tuvo lugar el 10 de enero de 2004, Mamadou Tandja, presidente de Níger, fue elegido aupado a la presidencia de la Unión por un mandato de un año. Soumaïla Cissé, de Malí, fue nombrado presidente de la Comisión de la UEMOA.
Durante el consejo de Niamey del 30 de marzo de 2005, Mamadou Tandja fue reelegido como presidente de la Unión por un nuevo mandato de un año.
El 20 de febrero de 2010, el presidente de Malí, Amadou Toumani Touré, fue elegido como nuevo presidente de la Unión, durante la sesión número 14 de los encuentros de jefes de Estado y presidentes de Gobierno que tuvo lugar en Bamako.

## Países miembros
Ocho estados forman parte de la Unión:
- Benín
- Burkina Faso
- Costa de Marfil
- Guinea-Bisáu (desde el 2 de mayo de 1997).
- Mali
- Níger
- Senegal
- Togo

Más de 80 millones de personas habitan en los países miembros de la Unión. La UEMOA cubre una superficie de 3.509.600 km².